# 强对流天气
强对流天气（severe convective weather）是对由大气强烈对流而产生的天气现象的总称，主要包括短时强降水、对流性大风、冰雹、龙卷等。这类天气突发性强，常伴随雷电活动，而且变化迅速，又有强破坏力，易造成巨大灾害。强对流天气由中小尺度天气系统引发，比起热带气旋等大尺度系统来影响范围较小、持续时间较短，也因此使强对流成为最难预报的天气类型之一。不同的机构、学者对“强”对流天气的定义有所不同，各国气象部门也常随着科研与实践结果进行更新。造成强对流天气的强雷暴系统属于深厚湿对流，主要由积雨云构成。伴有雷电的积雨云称雷暴云，一块雷暴云称雷暴单体，雷暴单体可组成雷暴群。强雷暴比一般雷暴有更强的垂直气流，其内部有一高组织度、不对称的稳定垂直环流。强雷暴通常有超级单体、多单体风暴与飑线三种形式。预报强对流天气、预防强对流天气的袭击等问题，在预防灾害和保障国民经济方面十分重要:401。

## 定义与相关概念
大气对流是以垂直方向为主的大气运动，可根据有无水汽凝结过程分为“干对流”与“湿对流”（科学研究与气象业务中通常只关注湿对流），也可根据垂直尺度差异分为“浅对流”与“深对流”。“浅对流”的垂直尺度通常为1～3 km，如淡积云（Cu hum）等；“深对流”的垂直尺度在10km左右，如发展旺盛的浓积云（Cu con），以及积雨云（Cb）。“深厚湿对流”（deep moist convection，DMC）也称“对流（性）风暴”（一些文献中该术语特指后文将介绍的“强对流风暴”），有时简称“对流活动”“对流”。深厚湿对流常伴有雷电活动，也通称“雷暴”（thunderstorm），尽管一些学者如Doswell（2001）、Marcowski（2010）等不建议这种用法，因为部分深厚湿对流没有雷电活动（如中国南方的一些对流暴雨、台风外围降水等）。
只伴随小阵雨、小阵风或小冰雹（即雨、风、雹未达一定强度）的雷暴称“一般雷暴”或“普通雷暴”；伴有较强的雨、风或雹，或生成龙卷的雷暴通称“强雷暴”（severe thunderstorm）:401，或称“强对流风暴”（severe convective storm）。由强雷暴引起的这些短时强降水、对流性大风、冰雹、龙卷等灾害性天气:125（台湾又称剧烈天气，港澳又称恶劣天气）即统称“强对流天气”，它们是强烈的对流性天气过程:401，又称“强对流性天气”:281。《辞海》中“强对流天气”的拼音标注为“qiánɡduìliú tiānqì”，即它的语节（根据语音停顿划分的片段）划分是“强对流/天气”，“强对流天气”亦有时简称“强对流”。

## 范围与时间
造成强对流天气的深厚湿对流属于中小尺度天气系统，故通常影响范围较小（一般十几至两三百千米，少则几十米至十几千米）、持续时间较短（一般一小时至十几小时，短则几分钟至一小时），天气预报常用“局地”“瞬时”等字眼。尽管如此，有时也可波及范围达数十万平方千米或以上:12（相当于中国大陆数省，或美国十几州及加拿大大部地区），持续时间达一天或以上:401。
中小尺度天气系统受到大尺度的环流背景所制约:153。雷暴（系统）常发生于锋面前后（尤其是快移型冷锋）、锋面气旋暖区、副热带高压西北部、热带气旋内部、暖气团内部等:14。在中国大陆，雷暴频率南方多于北方、山区多于平原，多出现在夏秋季（冬季一般只偶尔在南方出现），一日中最常出现于下午、其次是夜间（称“夜雷暴”）:56-57。香港的雷暴多见于春季和夏季，自4月至9月平均每月約可见5日。在台湾，雷雨每年自3月起开始增多，在7、8月间最常出现。

## 对流性天气等级
将达到何种严重程度的对流性天气定义为“强”对流天气，不同机构与学者有不同观点，各国家的标准也常根据最新科研与实践成果进行更新。这里简单给出一些国家的定义，具体的定义探讨与数值比较将在天气现象一章详细讨论。

### 中华人民共和国标准
|            | 较强对流天气 | 强对流天气        | 超强对流天气 |
| ---------- | ------------ | ----------------- | ------------ |
| 雷暴       | 出现         |                   |              |
| 短时强降水 | ＜20mm       | 20≤小时降雨量＜80 | ≥80mm        |
| 对流性大风 | 6~7级        | 8~11级            | ≥12级        |
| 冰雹       | ＜20mm       | 20≤直径＜50       | ≥50mm        |
| 龙卷       |              | ≤EF1              | EF2~EF5      |

2018年，中华人民共和国中国气象局发布了《强对流天气等级（QX/T 416—2018）》气象行业标准，将对流性天气划分为“较强对流天气”“强对流天气”与“超强对流天气”三个等级，根据雷暴、短时强降水、对流性大风、冰雹、龙卷等的相关事件出现与否及强度作为划分标准。其中，一次对流天气过程若要被评价为“强对流天气”或更高等级，需要短时强降水、对流性大风或冰雹强度达到某个阈值，或出现龙卷；雷暴（闪电）出现与否则不影响“强对流天气”的判定。

### 美国标准
|      | 较强雷暴 | 强雷暴 | 超强雷暴 |
| ---- | -------- | ------ | -------- |
| 大风 | 40 mph   | 58 mph | 75 mph   |
| 冰雹 | 1/2 in   | 1 in   | 2 in     |
| 龙卷 |          | ≤EF1   | EF2~EF5  |

美国天气局（NWS）将达到一定对流性大风风级或冰雹直径、或出现龙卷的雷暴定义为“强雷暴”（severe thunderstorm），将达到较弱的某一标准的风力等级或冰雹直径且没有出现龙卷风的雷暴定义为“较强雷暴”（approaching severe thunderstorm）；此外，美国天气局下属的风暴预测中心还定义了比强雷暴更强的“超强雷暴”（significant severe thunderstorm）。同样，无论“雷暴”（闪电）有多强，只要冰雹直径或风力等级未达标且未出现龙卷，也不能算作“强雷暴”；而和中国大陆等地不同的是，美国不将降水强度作为判断强雷暴（强对流天气）的标准。

## 强对流天气现象

### 雷暴
“雷暴”这一术语涵义很广，既可特指大气放电现象（即俗称的“打雷闪电”），又可泛指伴有雷电的对流性天气现象，还可指引发对流性天气的天气系统。雷暴（闪电）本身是最普通的对流天气，中国大陆和美国等地都不将雷暴（闪电）作为判定“强对流天气”的标准。尽管如此，雷电本身也可造成人员伤亡与经济损失，对飞机飞行等也具有安全威胁。下述四种强对流天气均由雷暴（云团）引起，通常都伴随雷暴（闪电）。

### 短时强降水
短时强降水（short-duration heavy rain，又称短历时强降水）是雨强较大、持续时间较短的对流性降水（“对流性降水”参看雷暴与强对流天气一小节）。在中国大陆，以1小时20毫米作为“强对流天气”的标准（天气预报中“短时强降水”有时也指3小时50毫米以上的降水事件）。行标将达到1小时80毫米的短时强降水定为“超强对流天气”；而部分学者则认为1小时50毫米即已十分极端，中央气象台发布的“强对流天气预警”目前［2024年］将50mm/h作为色阶的分界。美国天气局目前不将降水强度作为判定雷暴（对流天气）强度的标准；不过有Doswell等学者提议将超过25mm/h（约1inch/h）的短时强降水归为强对流天气，将超过50mm/h的定义为极端强对流天气。
“短时强降水”并不等同于“暴雨”：短时强降水强调雨强大，且本身持续时间也通常不超过1小时，由雷暴（中小尺度天气系统）造成，常导致城市内涝和山洪、泥石流等局地短促灾害，一些文献将“暴洪”（flash flood）直称作“强对流天气”；暴雨则强调累积量大（一般以24h或12h降水量为标准）。大范围暴雨一般由大尺度系统造成，常导致区域性洪涝灾害；不过小范围暴雨则常与中小尺度对流系统有关，尤其是持续性的短时强降水必然导致强暴雨（详见雷暴与强对流天气一小节）。
“短时强降水”这一术语也不同于“短延时强降雨”（又称“短时间强降雨”）：后者主要在台湾使用，泛指以任何天气系统（不限于造成强对流天气的中小尺度天气系统）、任何降水形式（不限于对流性降水）造成的短延时（如1、2、3、6小时等）强降雨事件；交通部中央氣象署将3小时100毫米以上的强降雨称为“短延时豪雨”，将3小時200毫米以上的强降雨称为“短延時大豪雨”。

### 对流性大风
对流性大风（convective wind gust）是由对流单体中的下沉气流在近地面处水平扩散而形成的阵性大风；若伴随雷暴或雷雨出现，又可称“雷暴大风”或“雷雨大风”。在中国大陆，对流性大风达到8级（≥17.2m/s）视作“强对流天气”，达到6级（≥10.8m/s）可称“较强对流天气”。和短时强降水的问题类似，行标将达到12级（≥32.7m/s）的对流性大风定为“超强对流天气”，而部分学者则建议定为10级（24.5m/s）（中央气象台的“强对流天气预警”目前［2024年］将10级作为色阶的分界）。在美国，需达到58mph（约25.7m/s，在10级区间）可称“强雷暴”，达到40mph（约17.9m/s，在8级区间）可称“较强雷暴”，达75mph（约33.5m/s，在12级区间）则为SPC定义的超强雷暴。此外，香港将瞬时风速达10级（24.5m/s，88km/h）以上的阵风称作“猛烈陣風”，作为发出雷暴警告的参考。
中华民国将“强风”视作一种灾害性天气，定义为“平均風力達6級以上、或陣風達8級以上”，不过涵盖范围较“对流性大风”广，也包括了冷空气、台风等任何天气系统造成的大风。
伴有温、湿、压等各种气象要素剧烈变化的强对流性大风又称“飑”:407-409；飑与雷暴联合发生合称“雷飑”（thunder squall）:15。以强对流性大风为主的强对流天气或强雷暴系统又称“飑暴”。对流性大风可造成搭建物（如临时房屋、猪圈、广告牌等）倒塌，对高处作业、水域工作和飞机船只等也有威胁。

### 冰雹
“冰雹”是自猛烈发展的积雨云中降落的冰块，可呈球形、圆锥或不规则形状，直径通常大于5mm。在中国大陆，冰雹直径大于20mm（2.0cm）可达到“强对流天气”等级，否则只为“较强对流天气”（达50mm则为超强对流天气；此外，有学者认为达20mm即应算作“重大强对流天气”）；在美国，达到1.0 in（约2.54 cm）可称作“强雷暴”，达到1/2 in（约1.27 cm）可称“较强雷暴”，达2 in（约5.08 cm）则为SPC定义的“超强雷暴”。以严重冰雹为主的强对流天气或强雷暴系统又称“雹暴”:404（:14）。冰雹可造成人身伤害，对农业作物和设施的破坏也易造成经济损失。

### 龙卷
“龙卷”是从雷暴云底伸展到达地面的漏斗状云，可引起强烈的旋风，这种旋风称“龙卷风”:411。龙卷是地球大气能产生的最猛烈的涡旋现象。在中国大陆或美国，只要出现龙卷，无论强度大小，都可以被至少视作“强对流天气”/“强雷暴”。龙卷的中心气压很低（中心与外围之间气压梯度可达2hPa/m），故中心风力极大（可达数十至100m/s，甚至200m/s），破坏力极强，可将人、畜、物直接卷起并迁移。龙卷的出现频率在不同地区有较大差异，如2022年中国大陆共出现25次龙卷，而美国则高达1331次。由于尺度太小，龙卷的预报尤为困难：科学界的共识有，在目前的技术下，龙卷不可能提前1小时以上定时定点预报。在中国大陆，龙卷的相关研究仍处起步阶段，预报预警服务仍属试验阶段。
美国天气局根据龙卷的最大风速（单位为km/h）将龙卷分为 EF0～EF5 6个等级，这种划分称作方法；出现EF2或以上的龙卷风即满足SPC定义的“超强雷暴”标准。中华人民共和国2018年发布的《强对流天气等级》中对龙卷强度也采用美国天气局的这一方法。不过，2019年，中国气象局又发布了《龙卷强度等级（QX/T 478—2019）》气象行业标准，自此中国大陆将龙卷强度分为一级~四级4个等级，同根据最大风速（单位为m/s）划分，其中一级对应EF0及以下、二级对应EF1、三级对应EF2~3、四级对应EF4~5。出现三级或以上强度的龙卷可归为超强对流天气。中华民国因龍捲發生頻率低、資料缺乏等原因，并未制定龙卷分級標準。

## 结构与成因
湿对流发生的充要条件为水汽、不稳定和抬升，通称“雷暴生成三要素”；其中，水汽和不稳定可视为内因，抬升条件则为外因:426。可造成系统性抬升运动的天气系统包括锋面、高空槽、切变线、低压/气旋、低涡（即高空的低压/气旋）等，大多数雷暴都产生于这些辐合性天气系统中:430-432，可分别通称锋面雷暴、高空槽雷暴、切变线雷暴、低涡雷暴等:438-441（这曾是雷暴分类的主要方式）。此外，迎风坡具有地形抬升作用:12，故山区比平原更易发生强对流天气。最后，夏季午后日照加热陆地表面，可形成局地热力抬升作用，使近地面形成绝对不稳定层结，这样形成的雷暴称“热雷暴”或“气团雷暴”；特别地，由地表受热不均形成的局地小型垂直环流可加强这种触发机制，如白天湖岸陆地比水面更易发生对流:430-432。
除水汽、不稳定和抬升三要素外，垂直风切变也是促进雷暴生成的重要因素（“风切变”是指风速矢量随着某一方向的变化，“强垂直风切变”即风速矢量随高度迅速变化）。一般来说，除短时强降水外，强雷暴大风或冰雹、强龙卷等强对流天气的产生需要强垂直风切变环境的支持。
“边界层”是流体中受到固体表面黏滞力影响的层面；“大气边界层”即大气层底部受地表影响的一层，上界高度一般在1~1.5km。基于边界层的对流（boundary-layer based convection）通称“地基对流”（surface-based convection）或“地基雷暴”；而在边界层之上触发的DMC则称“高架对流”或“高架雷暴”。中小尺度天气系统受到大尺度的环流背景所制约:153。DMC生成在不同地区的具体条件或原因不完全相同，例如高架对流在美国多由900~600hPa的辐合和汇流触发，而中国大陆则多由850~700hPa附近切变线触发。
低层辐合、高层辐散的气流场可造成强大的抬升力，高空急流可造成强风速垂直切变，低空急流（一般指850hPa附近或离地面600—800m的强风带，有时也指700—600hPa附近急流）可增湿、加强不稳定等，这些都是有利于强雷暴发生发展的因素:432-435。逆温层是稳定结构，一般阻碍对流，但它同时可对不稳定能量起到贮藏作用，一些情况下可通过释放这种能量来推动爆发强对流:432。此外，在干湿气团的交界面干锋（又称“露点锋”）湿侧，位势不稳定、斜压不稳定等能量释放也常产生强对流天气。

### 雷暴单体与雷暴群
在不稳定的气层中，湿润空气团垂直抬升，首先形成积云，积云中发展旺盛、浓厚庞大的类型为浓积云（Cu cong）。浓积云形成后，若对流继续增强，云顶继续向上发展，达冻结高度后，浓积云可发展为积雨云。此时云内水的相态复杂，有过冷水滴、雪花、冰晶等。空气对流伴随冰晶凇附、水滴破碎等过程使云中产生电荷:56。当云顶发展至-20℃高度以上时，云中的冰晶数量便足以通过“温差起电”作用产生闪电（通常闪电越频繁，意味着积雨云越强、云顶高度越高）:403。产生雷暴（闪电）的积雨云称“雷暴云”:401；一块雷暴云称“雷暴单体”（thunderstorm cell），水平尺度约十几千米:401，垂直层面则几乎占据整个对流层:285。通过天气雷达判断时，通常将雷达图上第一次出现由对流云产生的反射率因子≥35dBZ的像元作为“DMC初生”或“DMC生成”——通称“对流初生（convective initiation）”“雷暴初生”“风暴初生”的标志。
一个雷暴单体的生命史可分为发展、成熟、消散三阶段，每阶段持续十几分钟至半小时左右:401，总生命史一般不超过2小时:56。发展阶段又称（塔状）积云阶段:285，云体为上升气流:402，上升速度一般需达1m/s的量级。成熟阶段开始产生降水，降水的拖曳作用开始产生下沉气流，但中上部仍为上升气流，尤以中部最为强烈。随着雷暴云体移动，垂直气流并不对称，云体移动前部主要为上升气流，后部主要为下沉气流。同时，过冷水大量冻结释放潜热，云顶强烈向上发展，通常能到达对流层顶并随之向水平方向铺展，形成云砧。消散阶段的云体则主要为下沉气流:402。一般的单体雷暴持续时间较短，也较为常见，因而又称“阵雷”；在强垂直风切变、强对流有效位能等环境下，有时可发展形成一种叫作“超级单体”（参看下小节）的雷暴单体，这是一种激烈壮观的强雷暴:57:404。
多个雷暴单体成群（或成带）聚集形成“雷暴群”（或雷暴带），水平尺度可达数百千米。组成雷暴群的各个雷暴单体可处于不同阶段，雷暴群的总体结构会随各个单体的发展消散而变化，整个多单体结构可持续几小时或以上。有时，雷暴单体相互之间可以合并，通常可使云团的面积、强度得到发展，生命史也得以延长，这种合并过程与整个对流系统的发展和强对流天气有密切联系。

### 一般雷暴与强雷暴
当垂直气流发展到一定强度，且雷暴云或雷暴群内部出现一个高组织度、不对称的垂直环流时，一般雷暴就可发展为强雷暴:404。强雷暴中垂直环流稳定强大，上升气流与下降气流之间不破坏干扰，反而相互支持，生命史远长于一般雷暴:404:285。根据结构特征，常见的强雷暴主要可分为超级单体、多单体风暴与飑线三种类型。其中超级单体为雷暴单体，后两者为雷暴群/雷暴带:404-407。另外，一般雷暴、超级单体和多单体风暴尺度均较小，统称“局地对流系统”，其中超级单体和多单体风暴统称“局地强风暴”:284-285。
“超级单体”是具有单一特大垂直环流的一块大型强雷暴云:404:289，位移前方为斜升气流，后部有下击暴流（即冲击地面的强下沉气流），在所有强雷暴类型中组织度最高，产生的天气最激烈。超级单体水平尺度一般为20~30km，垂直伸展可达12~15km；持续时间通常为1~4h，长的可达8h:289。在平面上，超级单体表现为圆至椭圆形的细胞状结构，且在雷达图上有明显的钩状回波:289。超级单体区别于其他雷暴的本质特征是其内部含有一个深厚、持久的中气旋（所谓“中气旋”是一个基于雷达观测数据而非现实物理实体定义的概念，指在气象雷达图上显示的具有特定尺度、深度和持续时间的旋转区域）。
“多单体风暴”是最常见的强对流风暴，由许多较小的、生命期短暂的雷暴单体组成:286，但其内部有一统一垂直环流（多单体的一般雷暴群则没有这种统一垂直环流）:406。多单体风暴水平尺度约30~50km，垂直层面有的能进入平流层几千米:286。多单体风暴中新雷暴单体的生成和发展是维持整个风暴最重要的因素。
“飑线”是许多雷暴单体沿线状侧向排列形成的雷暴带:407，长度常达150~300km:294（长宽比一般至少为5:1），是影响范围很大的中尺度对流系统:294。飑线上的单体之间一般不相干扰:407。整个飑线生命史常为4~18h:294。
大范围的水平气流可推动雷暴云平移，一般来说，雷暴云的移向接近于云体中层的水平风向。除此之外，云体前部不断生成而后部不断消散，宏观上类似移动，这种现象称作雷暴的传播。雷暴云的平移和传播是雷暴云移动的两种主要方式:435。

### 雷暴与强对流天气
在雷暴云上升气流最强区附近，常为大水滴累积区，当累积量超过上升气流顶托能力时便开始降雨。来自对流云的阵性降水称“对流性降水”（其他降水形式还有锋面降水、地形降水、台风降水等:52），伴有雷暴的对流性降水通称“雷阵雨”:13。一个一般雷暴单体的阵雨常持续几分钟至一小时；雷暴群或雷暴带的降水区呈片状或带状，由于每个单体强弱不一，整个系统造成的降水也有很强的局地局时性。对流性降水的强度主要取决于水汽垂直递减率和低层大气对流有效位能（CAPE），也与实际有效凝结率有关。对流性降水（在某一地点）的持续时间则取决于雷暴系统的尺度、移动速度和传播状态。雷暴水平尺度越大（一般生命史也越长）、移动速度越慢，（某地）降水时间越久。而传播状态主要影响线状雷暴带造成的降水：当线状雷暴带移动方向与主轴方向大致垂直时，雷暴带波及范围很广，但在任一地点均很快掠过，（某地）降水持续时间较短；当移动方向有平行于主轴的分量时，则平行分量越大，经过某地的时间就越长，降水持续时间越久；特别地，当线状雷暴带移动方向与主轴基本平行时（这种情况一般需要上游持续不断生成新单体进行补充），这些雷暴单体会在一段时间内持续不断地通过某地，造成极强的累积降水，这种效应形象地称作“列车效应”（train effect）。一些强致灾性暴雨中短时强降水的“列车效应”即扮演了重要因素（如2021年造成380人遇难的河南郑州“7·20”特大暴雨）。
在雷暴云发展阶段，地面风较弱，风向不定但以偏南风为主。成熟阶段，下沉气流可冲至地面附近并向四周散开，造成阵风。在强雷暴云中，下沉气流气温低、速度大，近地面层将出现一个很强的雷暴高压与辐散流场，这一冷空气堆与移动前方的暖空气间形成大温湿压梯度的锋面（称“阵风锋”:57或“飑锋”:288:17）:403。因此，强雷暴云到来时，风向突变、风力突增，出现对流性大风（同时也常伴随气温下降与湿度上升等，即出现“飑”）:407。冲击地面的强下沉气流（下击暴流）有很强的破坏力，一些飞机失事或船只倾覆的极端事故即是由下击暴流造成（如2015年中国大陆造成442人遇难的“东方之星”号客轮翻沉事件）。
冰雹是以“雹胚”（直径约0.2～0.3mm，主要是大的过冷水滴，也可由尘埃、冰晶等充当）为核心，在云中反复碰冻过冷水滴形成的。具有特定气象条件的雷暴云可降下冰雹（这类雷暴系统可称“冰雹云”或“雹云”）。这些条件包括：一、斜升气流需达一定的强度和持久度，以托住较大的雹粒——通常气流上升速度越大，可降落的雹块直径越大（由于上升气流强，雹云通常外观高大）；二、存在含水量丰富的水分累积区，且这一丰水区达到一定的厚度（一般不小于1500m）；三、气流最大上升速度区和水分累积区的高度需在0℃层以上（即低于冰点），这样水分累积区可提供充分的过冷水滴；四、0℃层高度适当（以 600hPa / 4000m 左右为最佳），若太高则冰雹下落过程中将融化，若太低则不利于云体发展；五、云中水分累积区的条件适宜雹块生长（如上升气流较弱等），能提供冰雹生长区（或称“雹源”）：雹块并非主要在强斜升气流中生长，而是在水分累积区生长，之后随垂直环流运动降落并重新进入强斜升气流，再进入弱上升气流区生长，如此反复循环，直至强斜升气流已不再能承托大雹粒的重量为止。（大雹因而有明暗交替的多层结构。）除较弱的冰雹可由对称型风暴云（一般雷暴）降下之外，雹云通常是三种典型强雷暴之一，尤其是强雹暴多半为超级单体:409-410:14。
龙卷是具有极强破坏力的小尺度天气系统，这种猛烈旋转的小涡旋是从雷暴云底部伸展至地面的漏斗状云，是地球大气中产生的最强烈的涡旋现象。绝大部分龙卷（尤其是EF2级、即中国大陆三级以上的强龙卷）由超级单体生成:177。龙卷的形成与强雷暴云中的强升降气流有关；具体来说，是中气旋、后侧下沉气流区（RFD）、前侧下沉气流区（FFD）和低层风暴入流等过程的相互作用:177。雷暴云高度越高、强度越强，出现龙卷的概率越大。此外，龙卷更可能在雷暴侧面而非正下方出现。一般来说，出现短时强降水、雷暴大风或冰雹、龙卷这三种强对流天气所要求的积雨云高度与强度依次增加。

## 气象业务历史
1982年，英国大气科学家Browning提出了“临近天气预报”的概念。“临近天气预报”指对短时间（一般为2h）内天气变化的预报，雷暴、强对流和降水即是临近预报最重要的对象。自提出以来至今，便一直以天气雷达和卫星云图为主要工具，其中天气雷达网的建设对临近预报能力的提升最为明显。目前除雷达和云图外，还有地面观测、闪电定位和人工目击资料等作为强对流天气的临近预报工具。

### 美国业务历史
20世纪90年代，美国建成了由158部S波段天气雷达组成的“新一代天气雷达网”。
美国是最先开展全国范围强对流天气预报的国家。

### 中国大陆业务历史
1998年大洪水后，中国气象局启动了“中国新一代天气雷达监测网”建设，起初计划布设126部，后计划量不断增加，至2012年增至220部左右（当年已建成160余部）；至2022年已建成236部，雷达监测网规模达到世界第一。
2005年，中国气象局中央气象台开始尝试预报全国范围的强对流天气，起初只有对雷暴和（未经分类的）强对流天气的潜势预报。2009年，中央气象台成立强天气预报中心，开始建立对强对流天气的监测、分析、预报、检验和灾害调查等的系列流程服务。2013年，中央气象台确立了“强对流天气预警”，分蓝、黄、橙3个等级（其中黄色预警于2015年4月28日首次发布，橙色预警于2024年4月2日首次发布）。2018年，中国气象局发布行业标准《强对流天气等级》。2019年，《龙卷强度等级》行业标准发布。检验研究表明，中央气象台的强对流天气预报能力呈明显提高趋势，其中对雷暴的预报能力最强，短时强降水次之，对雷暴大风与冰雹的预报能力最弱，对龙卷则尚无业务预报能力（只可预报龙卷潜势）。目前［2024年］，中央气象台在官网提供“强对流天气预报 （页面存档备份，存于）”（此外，若有强对流天气预警，在“气象灾害预警 （页面存档备份，存于）”处发布，其他详见外部链接）。

## 科学研究历史

### 美国科研历史
对强对流风暴的开创性田野研究计划是于1946、1947年先后在Florida的Orlando、Ohio的Wilmington两地开展的“雷暴项目”，该项目研究雷暴的主要目的为降低相关天气造成飞机事故的可能性。“雷暴项目”主要由芝加哥大学领导，其中研究者气象学家霍勒斯·R·拜尔斯和他的本科生Roscoe Braham首次将对流风暴中的降水区域命名为——由于它和细胞（cell）的相似性——并首次定义了雷暴单体生命史的三阶段。

### 强对流实况
- （中华人民共和国）中央气象台：天气实况：强对流：雷电（地闪） （页面存档备份，存于）
  - 中央气象台：天气实况：强对流：短时强降水 （页面存档备份，存于）
  - 中央气象台：天气实况：强对流：雷暴大风 （页面存档备份，存于）
  - 中央气象台：天气实况：强对流：冰雹 （页面存档备份，存于）
- 香港天文台：閃電位置資訊服務 （页面存档备份，存于）
- 澳門特別行政區政府地球物理氣象局：闪电图
  - 澳門特別行政區政府地球物理氣象局：惡劣天氣記錄：雷暴警告信號 （页面存档备份，存于）
- （中华民国）交通部中央气象署：即時閃電 （页面存档备份，存于）

### 强对流预报预警
- 中央气象台：强对流天气预报 （页面存档备份，存于）
  - 中央气象台：强对流天气预警 （页面存档备份，存于）
- 香港天文台：一小时闪电预报 （页面存档备份，存于）
  - 香港天文台：指定地點閃電戒備服務 （页面存档备份，存于）
  - 香港天文台：大雨及雷暴區域資訊 （页面存档备份，存于）
- 澳門特別行政區政府地球物理氣象局：現時雷暴警告 （页面存档备份，存于）
- 交通部中央气象署：大雷雨即時訊息 （页面存档备份，存于）

### 雷达图像
- 中央气象台：雷达图 （页面存档备份，存于）
- 香港天文台：天气雷达图像 （页面存档备份，存于）
- 澳門特別行政區政府地球物理氣象局：雷达图 （页面存档备份，存于）
- 交通部中央气象署：雷达回波 （页面存档备份，存于）
  - 交通部中央气象署：剧烈天气监测 （页面存档备份，存于）

### 卫星云图
- 中央气象台：卫星云图 （页面存档备份，存于）
- 香港天文台：氣象衛星圖像 （页面存档备份，存于）
- 澳門特別行政區政府地球物理氣象局：卫星图 （页面存档备份，存于）
- 交通部中央气象署：卫星云图 （页面存档备份，存于）